# Le Théâtre (magazine)
Pour les articles homonymes, voir Théâtre (homonymie).
Le Théâtre est un magazine culturel français, créé en 1898 sous forme de mensuel, puis bimensuel jusqu'en Septembre 1914, de retour après guerre pour les derniers numéros au format mensuel (irrégulier) de Septembre 1919 à 1921.

## Historique
Le Théâtre est un périodique lancé par la société Goupil & Cie, également éditeur de Les Arts et La Mode.
Ses numéros sont reliés en livres semestriels de format 27 × 35 cm dont la présentation ressemble à celle du fameux journal de l'époque L'Illustration. Tout comme L'Illustration, Le Théâtre est abondamment illustré de photos en noir et blanc de grande qualité. Déjà en 1900, on note exceptionnellement quelques photographies pleines page en couleur, surtout sur les couvertures.
Sa rédaction était située au 24, boulevard des Capucines dans le 9e arrondissement de Paris. Son fondateur et directeur était le photograveur franco-napolitain Michel Manzi (1849-1915), qui fut également directeur des Ateliers d'Asnières où le journal était imprimé, c'est-à-dire, par les successeurs et repreneurs de la maison Goupil, dont Maurice Joyant.

## Ligne éditoriale

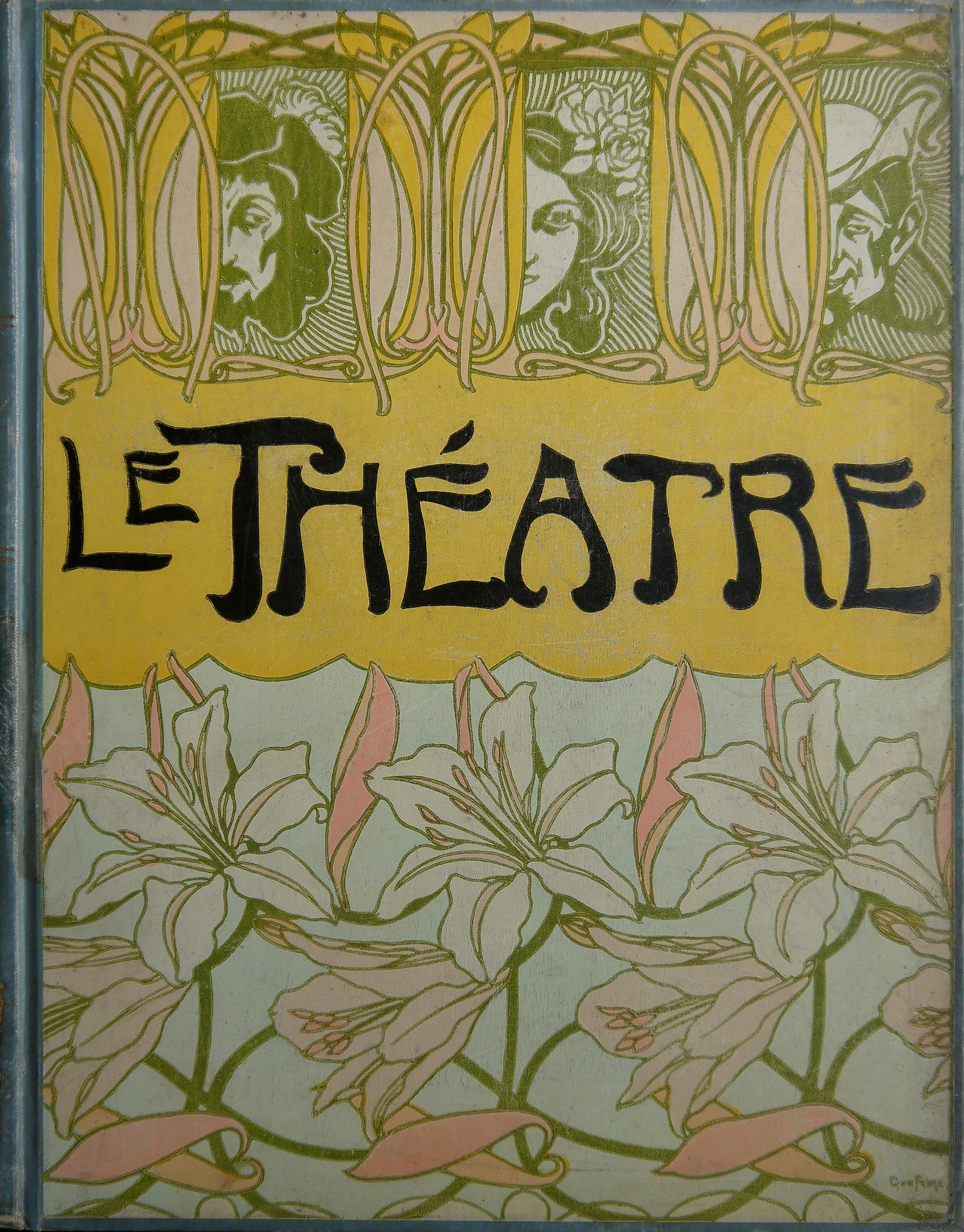
Couverture des albums annuels de la revue, dessin de Georges de Feure.

Exemples du sommaire de quelques numéros :
- no 9, septembre 1898 :
  - article d'Adolphe Aderer sur Valentin Duc chantant Hercule dans Déjanire au théâtre des Arènes à Béziers, p. 2-6
- no 25, janvier 1900, 1re partie :
  - « Le Mois théâtral » : Le Faubourg au Vaudeville - Petit Chagrin au Gymnase - L'amour pleure et rit à l'Athénée, par Henry Fouquier
  - La Prise de Troie à l'Opéra, par Adolphe Jullien
  - « Le théâtre en Allemagne : Mme Agnès Sorma »
  - « Le théâtre en Italie : Mme Tina di Lorenzo » , par Henry Lyonnet
  - La Bohème à la Renaissance, par Henri de Curzon
  - « La mode au théâtre », par Mme Claire de Chancenay

Hors textes en couleur : La Prise de Troie - Mme Delna, rôle de Cassandre ; « Le théâtre en Italie : Mme Tina di Lorenzo »
- no 26, janvier 1900, 2e partie :
  - « La Quinzaine théâtrale », par Henry Fouquier
  - Shakspeare ! aux Bouffes-Parisiens, par Henri de Curzon
  - France… d'abord ! à l'Odéon, par Léo Claretie
  - Mlle Suzanne Devoyod du théâtre Antoine, par Henry Fouquier
  - Proserpine à l'Opéra-Comique, par Adolphe Jullien
  - La Mariée du touring-club à l'Athénée, par Adolphe Aderer
  - « La mode au théâtre », par M. Fonteneilles
  - Hors textes en couleur : Shakspeare - Mesdemoiselles Mariette Sully et Anna Tariol-Baugé
  - Mademoiselle Devoyod du théâtre Antoine
- no 27, février 1900, 1re partie :
  - La Belle Hélène, opéra-bouffe en 3 actes de Henri Meilhac et Ludovic Halévy, musique de Jacques Offenbach
  - Le théâtre des Variétés 1777-1900
- no 36, juin 1900, 2e partie :
  - Numéro entièrement consacré à l'actrice Réjane (1856-1920).